# Sea Island
Sea Island est une île des États-Unis dans l'archipel des Sea Islands, sur la côte est. Relevant administrativement du comté de Glynn en Géorgie, elle accueille le 30e sommet du G8 en 2004.